# Rivalidade Federer–Nadal
Fedal é como popularmente é conhecida a rivalidade esportiva entre os tenistas Roger Federer e Rafael Nadal. A rivalidade entre os dois está entre as maiores, se não a maior, da história do tênis.
Ao todo, os 2 tenistas se confrontaram 40 vezes, sendo o mais recente na semifinal do Torneio de Wimbledon de 2019, onde Federer derrotou Nadal em quatro sets. O suíço derrotou o espanhol em 6 de suas últimas 7 reuniões, incluindo 5 vitórias consecutivas para Federer (excluindo sua partida no 2019 BNP Paribas Open, onde Nadal se retirou por lesão).
No agregado dos 40 confrontos, Nadal lidera a disputa, com 24 vitórias e 16 derrotas. Dos 40 confrontos, 20 foram em quadra dura (14 deles em quadra dura ao ar livre e 6 em quadra dura coberta), 16 foram no saibro e 4 foram na grama. Federer lidera o confronto em quadras duras (11–9), na grama (3-1) e em quadras duras interna (5–1). Já Nadal lidera no saibro (14–2) e em quadras duras ao ar livre (8–6). Nadal leva vantagem também em finais: 14 a 10. Dos 40 confrontos, 14 foram em torneios de Grand Slams, com Nadal liderando por 10 a 4. Nadal também lidera por 6 a 0 no Torneio de Roland Garros e por 3 a 1 no Australian Open, enquanto Federer lidera por 3 a 1 no Torneio de Wimbledon. Os dois ainda não se confrontaram no US Open.
Federer, com 20 títulos em torneios de Grand Slam, e Nadal, também com 20, partilham o primeiro lugar na lista dos maiores campeões de torneios de Grand Slam de todos os tempos. Além disso, eles ocupam vários outros recordes entre eles. Juntos, venceram 11 torneios consecutivos do Grand Slam, desde o Torneio de Roland Garros de 2005 até o US Open de 2007, bem como seis torneios consecutivos do Grand Slam em duas ocasiões; do Torneio de Roland Garros de 2008 até o Torneio de Wimbledon de 2009 e do Australian Open de 2017 até o Torneio de Roland Garros de 2018. Eles são os únicos par de homens que terminaram seis anos consecutivos como os dois melhores classificados do ATP Tour, o que fizeram de 2005 a 2010 e sete vezes no total, incluindo 2017. Isso inclui um recorde de 211 semanas consecutivas compartilhando o topo, desde julho de 2005 até agosto de 2009.
Como as participações em torneios são baseadas em rankings, com os dois primeiros colocados ficando em lados opostos do sorteio, 25 dos 40 confrontos entre o espanhol e o suíço foram na final de torneios, incluindo um recorde de nove finais do Grand Slam e 12 ATP Masters 1000. Outros dez foram semifinais, dois foram quartas de final, com apenas três ocorrendo antes das quartas-de-final. [20] Em 33 dos 40 jogos entre Nadal e Federer, o vencedor do primeiro set venceu a partida. A final do Aberto da Itália de 2006, a final de Wimbledon de 2007, a final de Wimbledon de 2008, a final do Australian Open de 2009 e a final do Australian Open de 2017 são classificadas como as maiores e mais notáveis partidas de rivalidade.
De 2006 a 2008, eles jogaram em todas as finais do Torneio de Roland Garros e de Wimbledon. A final de Wimbledon de 2008 foi aclamada como a melhor partida de sempre por muitos analistas de tênis de longa data. A final do Australian Open de 2017 foi uma das finais mais esperadas da história do tênis, em parte devido à relevância nas discussões populares sobre qual dos 2 é o maior tenistas de todos os tempos.

## Estatísticas
Lista de todos os confrontos
- Resultados da ATP, Copa Davis e Grand Slam incluídos.

| Legenda (2004–2008)           | Legenda (2009–presente)     | Vitórias Federer | Vitórias Nadal |
| ----------------------------- | --------------------------- | ---------------- | -------------- |
| Grand Slam                    | Grand Slam                  | 4                | 10             |
| Tennis Masters Cup            | ATP World Tour Finals       | 4                | 1              |
| ATP Masters Series            | ATP World Tour Masters 1000 | 7                | 12             |
| ATP International Series Gold | ATP World Tour 500 Series   | 1                | 1              |
| Total                         | Total                       | 16               | 24             |

Conquistas em Torneios de Grand Slam
| Torneio         | Vitórias Federer | Vitórias Nadal |
| --------------- | ---------------- | -------------- |
| Australian Open | 6                | 1              |
| Roland Garros   | 1                | 12             |
| Wimbledon       | 8                | 2              |
| US Open         | 5                | 4              |
| Total           | 20               | 19             |

- Negrito indica recorde absoluto

Conquistas em torneios Masters 1000
  Quadra Dura   Saibro
| Torneio                 | Vitórias Federer | Vitórias Nadal |
| ----------------------- | ---------------- | -------------- |
| Indian Wells Masters    | 5                | 3              |
| Miami Open              | 4                | 0              |
| Monte-Carlo Masters     | 0                | 11             |
| Madrid Open             | 6                | 5              |
| ATP de Roma             | 0                | 9              |
| ATP de Montreal/Toronto | 2                | 4              |
| Cincinnati Masters      | 7                | 1              |
| ATP de Xangai           | 3                | 1              |
| Paris Masters           | 1                | 0              |
| Total                   | 28               | 34             |

- Negrito indica recorde absoluto

## Confrontos em Duplas Simples
Federer—Nadal (1–2)
| No. | Ano  | Torneio             | Superfície | Rodada       | Vencedor         | Placar        | Dupla Adversária | Vitórias Federer | Vitórias Nadal |
| --- | ---- | ------------------- | ---------- | ------------ | ---------------- | ------------- | ---------------- | ---------------- | -------------- |
| 1.  | 2004 | ATP de Indian Wells | Duro       | Rodada de 16 | Nadal/Robredo    | 5–7, 6–4, 6–3 | Federer/Allegro  | 0                | 1              |
| 2.  | 2007 | ATP de Roma         | Saibro     | Rodada de 32 | Nadal/Moyá       | 6–4, 7–6(7–5) | Federer/Wawrinka | 0                | 2              |
| 3.  | 2011 | ATP de Indian Wells | Duro       | Semifinais   | Federer/Wawrinka | 7–5, 6–3      | Nadal/M. López   | 1                | 2              |

Como pares (1–0)
| No. | Ano  | Torneio   | Superfície | Rodada | Vencedor      | Placar           | Oponentes    | Vitórias | Derrotas |
| --- | ---- | --------- | ---------- | ------ | ------------- | ---------------- | ------------ | -------- | -------- |
| 1.  | 2017 | Laver Cup | Duro (c)   | Dia 2  | Federer/Nadal | 6–4, 1–6, [10–5] | Querrey/Sock | 1        | 0        |

### Exibições
Federer—Nadal (3–7)
Em 21 de novembro de 2006, eles jogaram uma partida exibição em piso duro, em Seoul, Coreia do Sul. Federer venceu por 6–3, 3–6, 6–3.
Em 2 de maio de 2007, eles jogaram a "Batalha das Superfícies" em uma quadra com piso híbrido que era metade saibro e metade grama. Esta partida foi realizada na Palma Arena, em Palma, a capital da cidade natal de Nadal, Mallorca. Nadal venceu por 7–5, 4–6, 7–6(12–10).

## Ver Também
- Big Four (tênis)